# Eucalyptus rudderi
Eucalyptus rudderi är en myrtenväxtart som beskrevs av Joseph Henry Maiden. Eucalyptus rudderi ingår i släktet Eucalyptus och familjen myrtenväxter. Inga underarter finns listade i Catalogue of Life.